# Broadway (teatr)

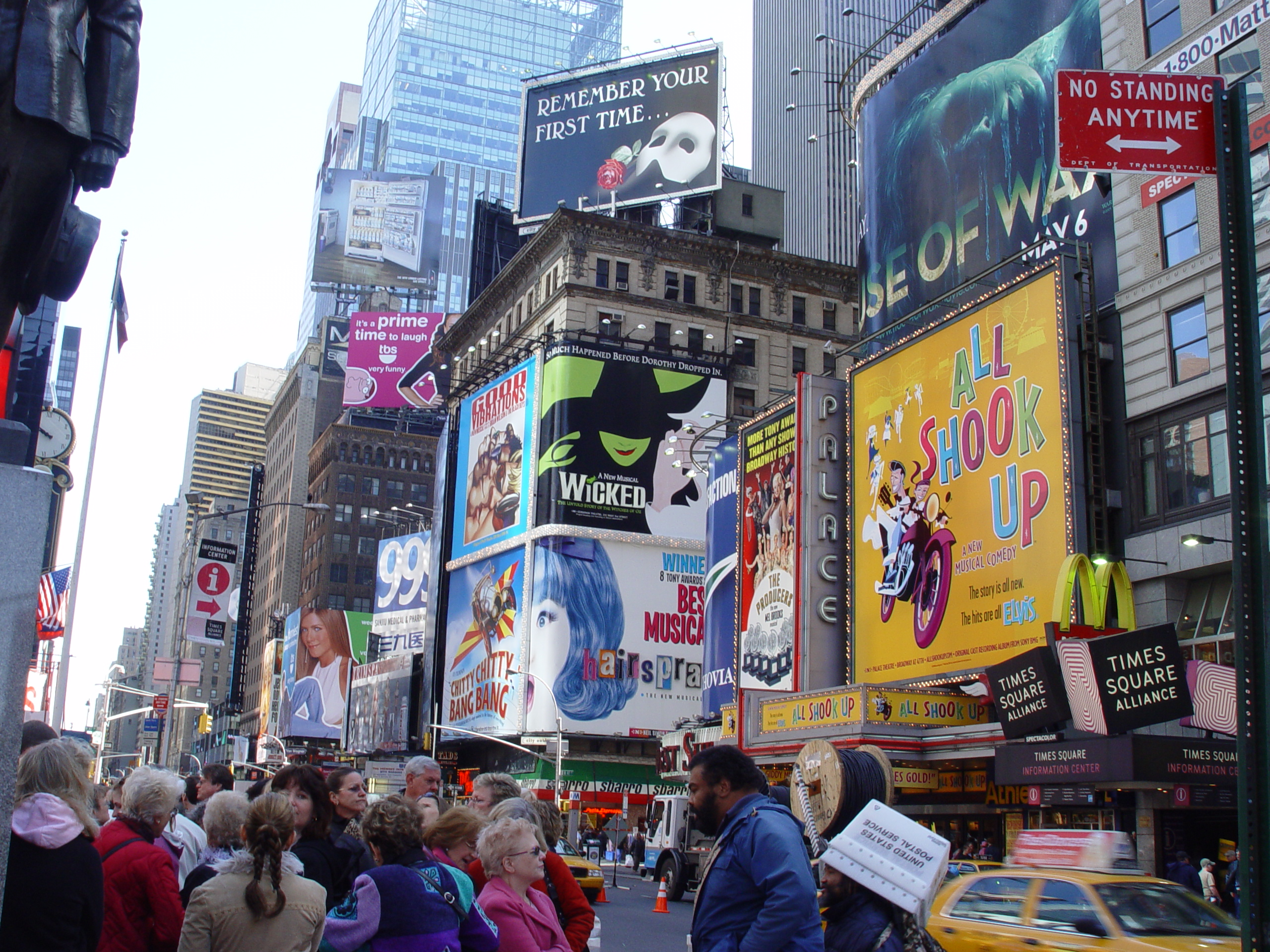
Wielkowymiarowe plakaty musicali z Broadwayu

Broadway – zespół kilkudziesięciu teatrów w Nowym Jorku w dzielnicy Midtown w okręgu Manhattan znajdujących się wzdłuż ulicy Broadway. Wraz z londyńskim West Endem, Broadway jest traktowany jako wiodący ośrodek sztuki teatralnej świata anglojęzycznego. Teatr broadwayowski musi mieć minimum 500 miejsc siedzących na widowni.
Broadway jest popularną nowojorską atrakcją turystyczną, jego roczne przychody przekraczają kwotę 1 miliarda dolarów.

## Historia

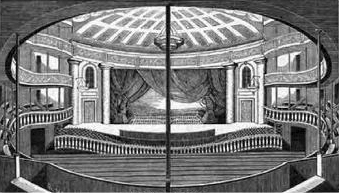
Wnętrze Park Theatre zbudowanego w 1798

### XVIII i XIX wiek
Pierwszy teatr na Broadwayu powstał około 1750 roku, aktorzy Walter Murray i Thomas Kean stworzyli teatr na Nassau Street na 280 krzeseł, wystawiano dramaty Shakespeare'a oraz opery balladowe jak Opera żebracza. W 1753 do Nowego Jorku dotarła brytyjska trupa wystawiając sztuki: Kupca weneckiego, The Anatomist oraz Damon and Phillida. Wojna o niepodległość Stanów Zjednoczonych wstrzymała działalność teatrów aż do 1798, kiedy to otwarto Park Theatre (obecnie Park Row). Kolejny, Bowery Theatre otwarto w 1826. Dominowały specyficznie amerykańskie formy rozrywkowe jak blackface czy przedstawienia minstreli.
Po roku 1840, P.T. Barnum stworzył na dolnym Manhattanie kompleks rozrywkowy, Niblo’s Garden na 3000 miejsc. Powstanie Astor Place Theatre w 1847 było symptomem socjalnego rozwarstwiania się publiczności – klasa wyższa wybierała operę i Szekspira, średnia widowiska minstreli, niższe klasy przedstawienia w stylistyce kowbojskiego saloonu. Sztuki Szekspira były wystawiane przede wszystkim przez Edwina Bootha, który m.in. dał z rzędu 100 przedstawień Hamleta w Winter Garden Theatre oraz w Booth’s Theatre (stworzonym przez jego brata Juniusa Brutusa Bootha, Jr). Inni znani aktorzy szekspirowscy tamtych czasów to m.in. Henry Irving, Tommaso Salvini, Fanny Davenport oraz Charles Fechter.

### Początki musicalu

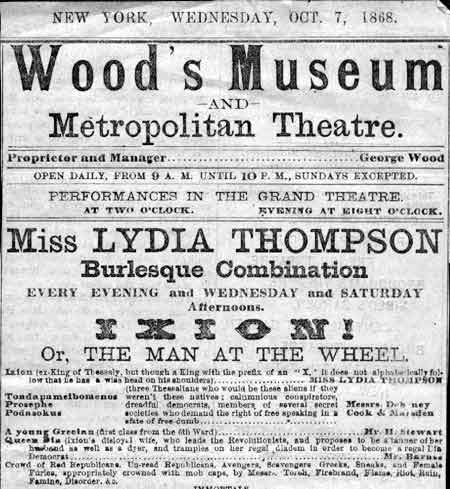
Program z 1868 – przedstawienie Ixion

Brytyjska aktorka Lydia Thompson przybyła do Stanów 1868 wraz z niewielką trupą British Blondes podbijając Nowy Jork burleską wiktoriańską. Tournée zaplanowane na 6 miesięcy trwało 6 lat.
Ze względu na rosnące koszty wynajmu, około 1850 roku centrum teatralne Nowego Jorku zaczęło się przesuwać do Midtown. Około 1870, centrum Broadwayu znajdowało się na Union Square, pod koniec stulecia teatry dotarły do Madison Square natomiast na Times Square dopiero około 1920. W tym czasie zaczęły powstawać pierwsze przedstawienia noszące cechy musicalu, pierwszym dłużej granym (50 przedstawień) był w 1857 utwór The Elves. Laura Keene w „muzycznej burlesce” Seven Sisters (1860) pobiła ten rekord 253 wykonaniami.

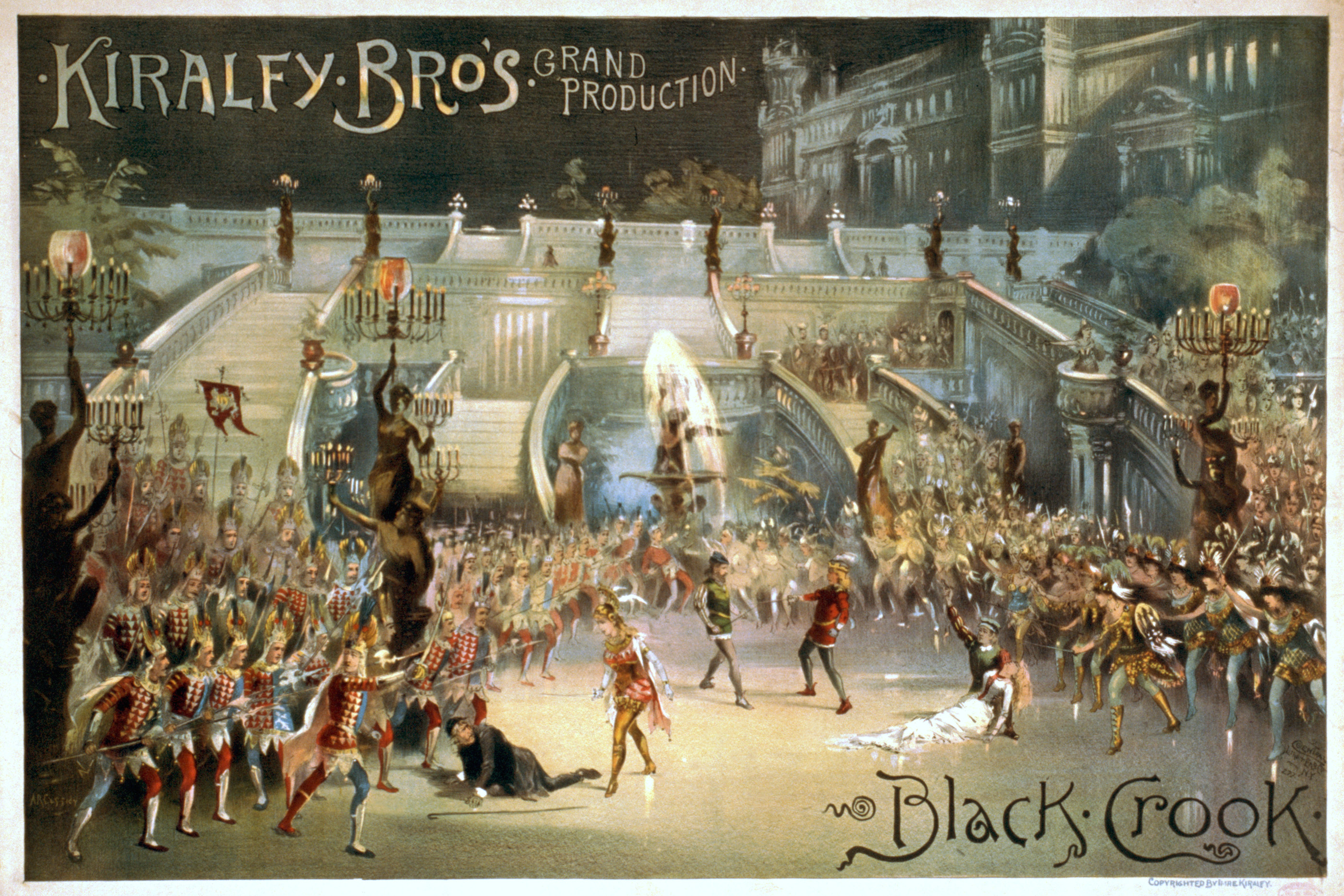
Uznawany za pierwszy musical The Black Crook (1866)

Za pierwsze dzieło, które przypomina współczesny musical (układy taneczne i utwory muzyczne posuwające akcję do przodu) jest uznawany The Black Crook, który miał premierę 12 września 1866. Pomimo długości spektaklu (pięć i pół godziny) przedstawienie pobiło ówczesny rekord dając 474 spektakle. W tym samym roku dzieło The Black Domino/Between You, Me and the Post było pierwszym, które zostało określone przez twórców jako „komedia muzyczna.”
W 1881 otwarto pierwszy teatr wodewilowy na Union Square, między 1878 i 1885 komicy Edward Harrigan i Tony Hart stworzyli i wyprodukowali szereg komedii muzycznych na pograniczu wodewilu i burleski z udziałem znanych ówczesnych wokalistek (Lillian Russell, Vivienne Segal, Fay Templeton). Kopiowano również londyńskie hity, jak H.M.S. Pinafore (w 1878), Robin Hood Reginalda De Kovena (1891) czy El Capitan Johna Sousy (1896).
A Trip to Chinatown (z 1891) Charlesa Hoyta został nowym rekordzistą będąc granym przez 657 przedstawień (rekord nie pobity do 1919). W 1896 właściciele teatrów Marc Klaw i A. L. Erlanger stworzyli Theatrical Syndicate, który przez następne kilkanaście lat kontrolował niemal każdy teatr w USA. W tym okresie powstały też pierwsze teatry Off-Broadway.
A Trip to Coontown (1898) był pierwszym musicalem w całości wyprodukowanym i zagranym przez ciemnoskórych Amerykanów dla swojej rasowej publiczności. Kolejne to: ragtimeowy Clorindy the Origin of the Cakewalk (z 1898) i In Dahomey(z 1902). Musicale komponowane były taśmowo przez autorów z Tin Pan Alley jak: Gus Edwards, John Walter Bratton, George M. Cohan (Little Johnny Jones (1904), 45 Minutes From Broadway (1906), George Washington Jr. (1906)). W porównaniu do West Endu przedstawienia te pozostawały jednak zdecydowanie krócej na afiszu.

### XX wiek

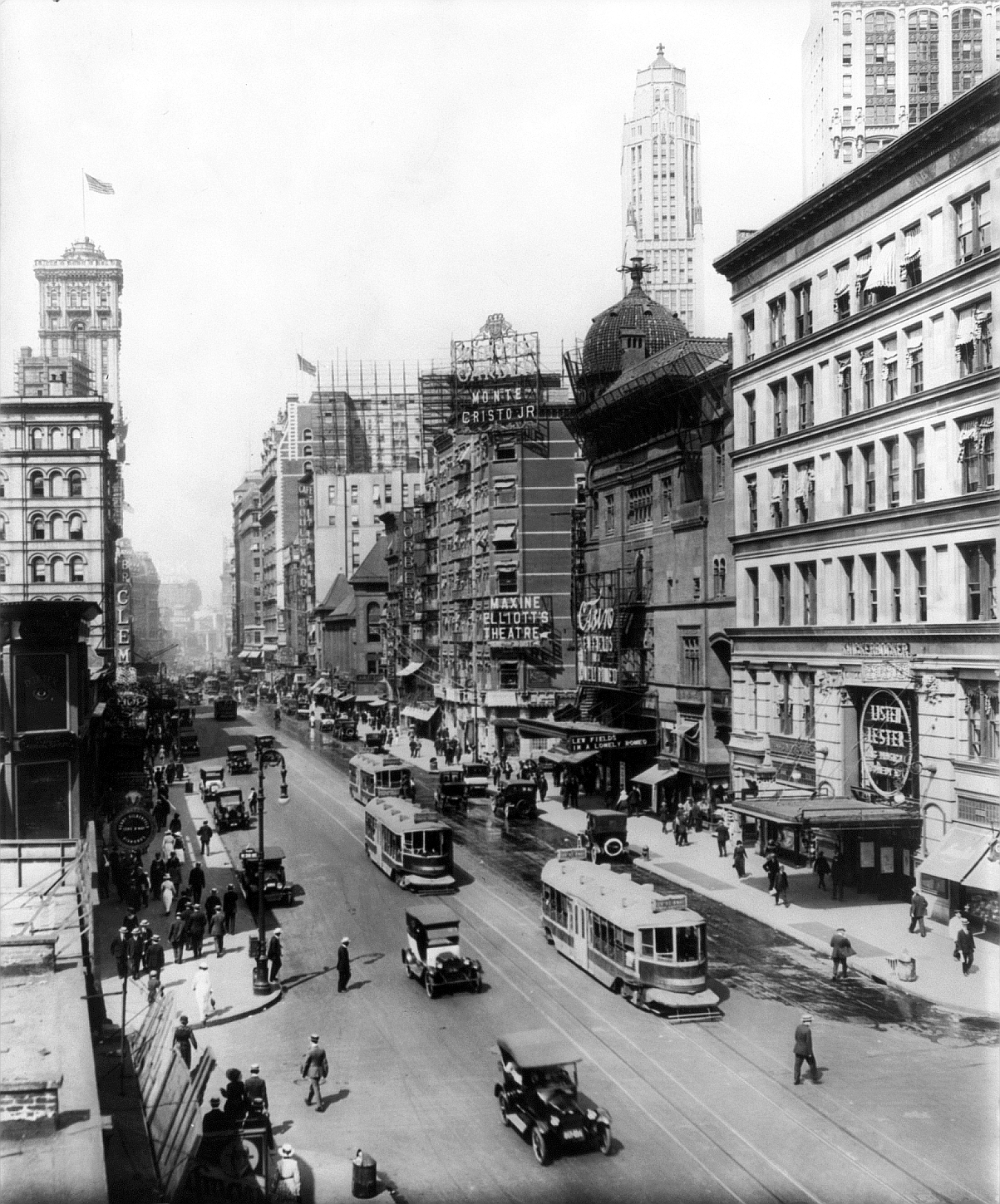
Broadway w 1920

Na początku XX wieku w repertuarze zaczęły dominować transkrypcje popularnych europejskich operetek The Fortune Teller (1898), Babes in Toyland (1903), Mlle. Modiste (1905), The Red Mill (1906) czy Naughty Marietta (1910). W momencie pojawienia się oświetlenia elektrycznego Broadway zaczęto nazywać (od girland białych żarówek) „The Great White Way”. W sierpniu 1919 zrzeszająca aktorów Actors Equity Association wywalczyła strajkami standardowy kontrakt dla każdego aktora. W latach dwudziestych rodzinna firma braci Shubert przejęła kontrolę nad większością teatrów na Broadwayu.
Pojawienie się nowego medium, filmu początkowo nie stanowiło zagrożenia dla sceny, zwłaszcza że na początku były nieme i czarno-białe. Niemniej od końca lat dwudziestych, zwłaszcza po pojawieniu się pierwszego filmu dźwiękowego The Jazz Singer (który notabene był także pierwszym filmem muzycznym) zaczęto obawiać się wypierania spektakli muzycznych. Zaczęły dominować lekkie, music-hallowe przedstawienia ignorujące wątek, dając okazje do popisów wokalnych i tanecznych, wiodącymi były dzieła producenta Florenza Ziegfelda jak: Sally, Lady Be Good, Sunny, No, No, Nanette, Harlem, Oh, Kay! czy Funny Face. Przy współtworzeniu ich pracowali najwybitniejsi kompozytorzy, jak: George Gershwin, Cole Porter, Jerome Kern, Vincent Youmans, oraz spółka Richard Rodgers & Lorenz Hart, jak również Noël Coward, Sigmund Romberg i Rudolf Friml.
W tym czasie (1927) powstało jednak również znacznie poważniejsze dzieło, Show Boat, integrujące w sobie akcję, dramatyzm, dialogi i utwory muzyczne – jak w nowoczesnym musicalu. W Ziegfeld Theatre było wystawione 572 razy.
Sukcesy odnotowano również w kategorii sztuk dramatycznych. Uznanie znaleźli tacy twórcy, jak Eugene O’Neill (Beyond the Horizon, Anna Christie, The Hairy Ape, Strange Interlude oraz Mourning Becomes Electra) czy Elmer Rice, Maxwell Anderson, Robert E. Sherwood, Tennessee Williams, oraz Arthur Miller, jak również komediopisarze – George S. Kaufman i Moss Hart. Sławą cieszyli się znani aktorzy szekspirowscy jak John Barrymore, John Gielgud, Walter Hampden oraz José Ferrer, jak również Paul Robeson, Maurice Evans, Katharine Cornell.

### II wojna światowa
Podczas II wojny światowej jednym z wiodących tematów sztuk stał się nazizm w Europie (i brak zaangażowania Ameryki w wojnę), ten trend reprezentuje m.in. Watch on the Rhine autorstwa Lillian Hellman (1941). Największym sukcesem tamtych czasów była jednak stricte amerykańska Oklahoma! Rodgersa i Hammersteina (z 1943) która doczekała się 2212 wystawień.

### 1950–1970
Po wojnie do lat sześćdziesiątych trwał okres rozwoju, niemniej były już widoczne pierwsze symptomy zamierania branży. Pod koniec lat sześćdziesiątych wpływ rewolucji obyczajowej i zmiana preferencji widzów był już widoczny.
Liczba premier i teatrów zaczęła spadać, przykładowo – w sezonie 1950/1951 odnotowano 94 premiery, w sezonie 1969/1970 tylko 59 produkcji (z czego 15 było powtórzeniami), liczba teatrów z ok. 80 (w latach dwudziestych) spadła do 36 w siedemdziesiątych.

### Po roku 1980
W roku 1982 producent i reżyser Joe Papp, twórca The Public Theater, rozpoczął kampanię Save the Theatres (Ocalmy teatry). tworząc organizację non-profit wspieraną przez związek aktorów Actors Equity mającą na celu ochronę terenów teatralnych przed ich wykupieniem na cele mieszkaniowe przez deweloperów. Dzięki działaniom Save the Theatres Theater District został uznany za historyczny rejon prawnie chroniony (historic district).
Jednocześnie, dzięki transferom z West Endu (dzieł i twórców) zaczęło powtórnie rosnąć zainteresowanie musicalem. Duży udział w tym miała odważna polityka brytyjskiego producenta, Camerona Mackintosha. Dzieła takie jak: Evita, Koty, Les Misérables czy Upiór w operze biły kolejne rekordy przedstawień. Znaczący sukces w latach dziewięćdziesiątych odniósł (przetransferowany z off-Broadwayu) współczesny w tematyce musical Rent (poświęcony problemom AIDS)
Na przełomie tysiącleci rozpoczął się nowy trend. Do tej pory ekranizowano najsłynniejsze musicale. Teraz wystąpiła tendencja odwrotna – musicale zaczęły być adaptowane z hitów filmowych (jak Król lew, Zakonnica w przebraniu, Rocky the Musical czy Rodzina Addamsów) lub będące fabularyzowanymi składankami utworów znanych wykonawców (jak Mamma Mia! z muzyką ABBY, czy We Will Rock You grupy Queen).

## Broadway obecnie

### Godziny spektakli
Spektakle tradycyjnie rozpoczynają się o godzinie 19 lub 20 od wtorku do soboty, w środy, soboty i niedziele mają miejsce popołudniówki o 14 – co daje 8 przedstawień w tygodniu. W poniedziałki teatry są z reguły zamknięte. Niektórzy producenci, w tym Disney, nie stosują się do tych reguł.

### Obsada

#### Aktorzy i muzycy
W celu przyciągnięcia widzów musicale i sztuki dramatyczne wystawiane na Broadwayu angażują gwiazdy filmowe i telewizyjne. Gwiazdy podpisują jednak kontrakty krótkoterminowe „na rozruch”, typowy kontrakt skrócił się z pół roku do 13 tygodni. Nadal znacząca grupa aktorów występuje jednak przede wszystkim na deskach scenicznych, traktując pozostałe media jako dodatek i ci zwykle podpisują roczne kontrakty.
Każdy teatr ma zdefiniowaną, uzgodnioną ze związkami i z Broadway League minimalną liczbę członków orkiestry jaka musi w spektaklu wystąpić, przykładowo: dla Minskoff Theatre wynosi ona 18, dla Music Box Theatre – 9.

#### Producenci i właściciele teatrów
Znacząca większość producentów i właścicieli teatrów jest zrzeszona w istniejącej od 1930 organizacji handlowej The Broadway League (dawniej The League of American Theatres and Producers), mającej na celu promocję przemysłu teatralnego Broadwayu jako całości, negocjowanie kontraktów ze związkami, gildami, jak również zarządzający (wraz z American Theatre Wing) Tony Awards.
Na Broadwayu działają również trzy kompanie teatralne non-profit (Vivian Beaumont Theatre, Manhattan Theatre Club i Roundabout Theatre Company), które są zrzeszone w League of Resident Theatres – mające (jak Disney) niezależne umowy ze związkami. Przeważająca większość teatrów broadwayowskich jest zarządzana będąc własnością trzech kompanii:
- Shubert Organization, zarządzająca 17 teatrami
- Nederlander Organization, kontrolująca 9 teatrów
- Jujamcyn, posiadająca 9 teatrów

### Liczba przedstawień
Większość przedstawień teatralnych to produkcje komercyjne mające przynieść dochody producentom (backers) oraz inwestorom (angels). Toteż większość premier nie ma określonych terminów zakończenia, są open-ended – co oznacza, że czas ich grania nie jest określony z góry, ale zależy od opinii krytyków, marketingu szeptanego, skuteczności promocji przekładających się na sprzedaż biletów. Przedstawienia mają dość duży poziom ryzyka finansowego, nie zawsze muszą zarobić natychmiast. W szczególnych sytuacjach producenci mogą prosić o zmniejszenie tantiem autorów, obniżenie gaży wykonawców (za pozwoleniem ich związków), zmniejszenie czynszu przez właścicieli teatrów.
Niektóre sztuki są wyprodukowane przez organizacje niekomercyjne (jak Lincoln Center Theatre, Roundabout Theatre Company oraz Manhattan Theatre Club). W tych teatrach czas grania nie jest tak ściśle skorelowany liczbą sprzedawanych biletów. Niektóre przedsięwzięcia komercyjne mają również z góry określony termin ostatniego przedstawienia, jest to najczęściej uzależnione od poziomu finansowania, dalszych zobowiązań gwiazd lub wolnym okienkiem czasowym w dostępności teatru (pomiędzy poprzednim a następnym przedstawieniem). Zdarza się jednak, że zaplanowane limitowane pokazy w efekcie sukcesu finansowego stawały się open-ended (były to np. August: Osage County w 2007 czy God of Carnage w 2009).
Zdecydowanie dłużej niż sztuki teatralne grane są musicale. Aktualnie najdłużej grany spektakl to Upiór w operze – wystawiany nieprzerwanie od 26 stycznia 1988, w dniu 9 stycznia 2006 pobił poprzedni rekord 7486 przedstawień (a obecnie ich liczba zbliża się do 11000). Poprzedni rekord również należał do musicalu – Cats.

### Widzowie
Wizyta na Broadwayu jest jedną z typowych nowojorskich aktywności turystów. Poza przedsprzedażą, bilety z dużym upustem można nabyć w dniu spektaklu w wyspecjalizowanej sieci TKTS (będącej własnością Theatre Development Fund). Aby maksymalnie zapełnić widownie teatry oferują ponadto zniżki studenckie, dzienne wyprzedaże, losowane bilety, a nawet wejściówki stojące. W roku 2011 całkowita widownia wszystkich teatrów przekroczyła 12 milionów z czego 62% było turystami i jest nieco niższa od londyńskiego West Endu (14 milionów).

### Off-Broadway i tournée po Stanach
Zgodnie z definicją Actors’ Equity Association teatr broadwayowski musi mieć minimum 500 miejsc, taki jest również warunek wstępny ubiegania się o nagrodę Tony. Pozostałe teatry, niespełniające tego warunku (lub położone poza Theatre District) są określane jako Off-Broadway oraz Off-off-Broadway i przedstawiają zwykle dzieła nieco mniejsze w skali, eksperymentalne, debiutujących autorów. Niektóre z nich po odniesieniu sukcesu na Off Broadwayu zostały przeniesione na większe sceny „dużego” Broadwayu. Są to m.in. tak znane musicale, jak: Hair, Little Shop of Horrors, Rent czy Avenue Q.
Po (lub czasem nawet podczas) zakończonym sukcesem wystawieniu przedstawieniu na Broadwayu producenci często decydują się na przedstawienie objazdowe (zwykle w nowej obsadzie) wykorzystując ogromny potencjał rynku amerykańskiego. Największe przedstawienia mogą mieć nawet kilka trup objazdowych jednocześnie. Niektóre mogą pozostawać w jednym miejscu nawet kilka miesięcy, wiele przemieszcza się autobusami z miasta do miasta (przy skrótach w akcji i zmniejszonym wyposażeniu technicznym). Przedstawieniom tym są przyznawane (przez Broadway League) nagrody – Touring Broadway Awards.

### Nagrody
Główną nagrodą Broadwayu jest doroczna Antoinette Perry Award (zwana zwykle „Tony Award” lub Tony), przyznawana od 1947 roku przez American Theatre Wing we współpracy z Broadway League. Jest to najbardziej prestiżowa nagroda branży, porównywana z Oskarami w przemyśle filmowym.
Inne nagrody nowojorskie to:
- Drama Desk Award, przyznawana od 1955,
- New York Drama Critics’ Circle – od 1936.

## Lista teatrów
Liczbę miejsc podano na podstawie danych Internet Broadway Database.
| Teatr                        | Właściciel                    | Widownia |
| ---------------------------- | ----------------------------- | -------- |
| Al Hirschfeld Theatre        | Jujamcyn Theaters             | 1437     |
| Ambassador Theatre           | Shubert Organization          | 1120     |
| American Airlines Theatre    | Roundabout Theatre Company    | 740      |
| August Wilson Theatre        | Jujamcyn Theaters             | 1222     |
| Belasco Theatre              | Shubert Organization          | 1040     |
| Bernard B. Jacobs Theatre    | Shubert Organization          | 1101     |
| Booth Theatre                | Shubert Organization          | 806      |
| Broadhurst Theatre           | Shubert Organization          | 1218     |
| The Broadway Theatre         | Shubert Organization          | 1761     |
| Brooks Atkinson Theatre      | Nederlander Organization      | 1109     |
| Circle in the Square Theatre | niezależny                    | 776      |
| Cort Theatre                 | Shubert Organization          | 1102     |
| Ethel Barrymore Theatre      | Shubert Organization          | 1096     |
| Eugene O’Neill Theatre       | Jujamcyn Theaters             | 1108     |
| Foxwoods Theatre             | Ambassador Theatre Group      | 1829     |
| Gerald Schoenfeld Theatre    | Shubert Organization          | 1093     |
| Gershwin Theatre             | Nederlander Organization      | 1933     |
| Helen Hayes Theatre          | niezależny                    | 597      |
| Imperial Theatre             | Shubert Organization          | 1435     |
| John Golden Theatre          | Shubert Organization          | 805      |
| Longacre Theatre             | Shubert Organization          | 1095     |
| Lunt-Fontanne Theatre        | Nederlander Organization      | 1509     |
| Lyceum Theatre               | Shubert Organization          | 943      |
| Majestic Theatre             | Shubert Organization          | 1609     |
| Marquis Theatre              | Nederlander Organization      | 1615     |
| Minskoff Theatre             | Nederlander Organization      | 1710     |
| Music Box Theatre            | Shubert Organization          | 1025     |
| Nederlander Theatre          | Nederlander Organization      | 1232     |
| Neil Simon Theatre           | Nederlander Organization      | 1428     |
| New Amsterdam Theatre        | Disney Theatrical Productions | 1702     |
| Palace Theatre               | Nederlander Organization      | 1743     |
| Richard Rodgers Theatre      | Nederlander Organization      | 1380     |
| St. James Theatre            | Jujamcyn Theaters             | 1710     |
| Samuel J. Friedman Theatre   | Manhattan Theatre Club        | 650      |
| Shubert Theatre              | Shubert Organization          | 1468     |
| Stephen Sondheim Theatre     | Roundabout Theatre Company    | 1055     |
| Studio 54                    | Roundabout Theatre Company    | 1006     |
| Vivian Beaumont Theater      | Lincoln Center                | 1105     |
| Walter Kerr Theatre          | Jujamcyn Theaters             | 947      |
| Winter Garden Theatre        | Shubert Organization          | 1498     |